# Renault Type V e Type AS
Le Type V e Type AS furono due autovetture di classe alta prodotte tra il 1905 ed il 1913 dalla Casa automobilistica francese Renault.

## Profilo
Tali vetture, che furono tra le più apprezzate fra i modelli prodotti prima della prima guerra mondiale, erano equipaggiate da un 4 cilindri di 4390 cm³ di cilindrata, in grado di erogare una potenza massima di 40 CV. Condividevano la stessa meccanica e lo stesso telaio da 2.91 m di passo. Erano tra le prime Renault caratterizzate dal muso spiovente ad andamento concavo. Il corpo vettura, lungo 4 metri e largo 1.65, era di tipo chiuso posteriormente, mentre anteriormente era riparato dalle intemperie solo da un tetto, senza protezioni laterali, né portiere.